# さわともか
さわ ともか（漢字名・澤 知香、1971年8月5日 - ）は、大阪を中心に活動するフリーアナウンサーで、元東北放送アナウンサー。

## 来歴・人物
大阪府大阪市中央区でスポーツ用品店を営む家庭の生まれで、血液型はO型。
高校へ在学中の1989年8月6日（日曜日）に、毎日放送千里丘放送センターで開催された『ヤンタンTEEN'S学園祭』の新パーソナリティオーディション決勝大会で優勝。当日夜の『MBSヤングタウン日曜日』（MBSラジオ）から、小林千絵の後任として、1990年10月まで西川のりおのアシスタントを務めた。アシスタントからの退任後は、学業へ専念するとともに、大阪市立大学経済学部へ進学した。
大阪市立大学卒業後の1995年4月1日付で、アナウンサーとして東北放送へ入社した。『おはようクジラ』（TBS制作のJNN全国ネット番組）で宮城県（同局の放送対象地域）内のリポーターを務めたが、後に退社したうえで、地元の関西地方を中心にフリーアナウンサーとして活動。漢字表記の名義（澤　知香）とひらがな表記の名義（さわともか）を使い分けながら、MBSラジオ・ラジオ関西・KBS京都などの番組に出演していた。
2006年末に関西テレビ放送のディレクターと結婚すると、2007年7月に男児を出産した。後に2人目の子どもも授かったが、関西テレビが運営するFNN上海支局に夫が派遣されたため、2017年9月に全てのレギュラー番組を降板したうえで親子揃って上海へ移住した。夫の派遣期間満了に伴って、2019年に日本へ帰国。

## 過去の出演番組

### 学生時代
- MBSヤングタウン日曜日（毎日放送ラジオ、1989年8月 - 1990年10月）

### 東北放送時代
- おはようクジラ（テレビ）
- ただいまワイド（テレビ）
- ゾ!!!!!!!!!!（テレビ）
- さわともかのパニックランキング（1時～3時「サンデーパーキング」内・月曜夜枠、ラジオ）

### フリーアナウンサーへの転向後
- 谷五郎のOH!ハッピーモーニング月・火曜アシスタント（ラジオ関西、「澤　知香」名義で2001年4月 - 2006年3月に担当）
- ラジ関アフタヌーン火曜アシスタント（ラジオ関西、2006年4月 - 2008年3月）
  - 「歌声は風に乗って」…上に内包
- SHIPSリクエスト 名曲ラジオ.com（ラジオ関西、水曜日）
- 唐さんのまいどOH!きに（MBSラジオ）
- ノムラでノムラだ♪（MBSラジオ）
- 子守康範 朝からてんコモリ!（MBSラジオ、2011年4月6日 - 2014年3月）
- 原田伸郎 のびのび金ようび（ラジオ関西、2011年4月1日 - 2017年9月29日）
- 羽川英樹の土曜は旅気分（KBS京都、2015年4月4日 - 2017年9月30日）